# Моралес, Кристобаль де

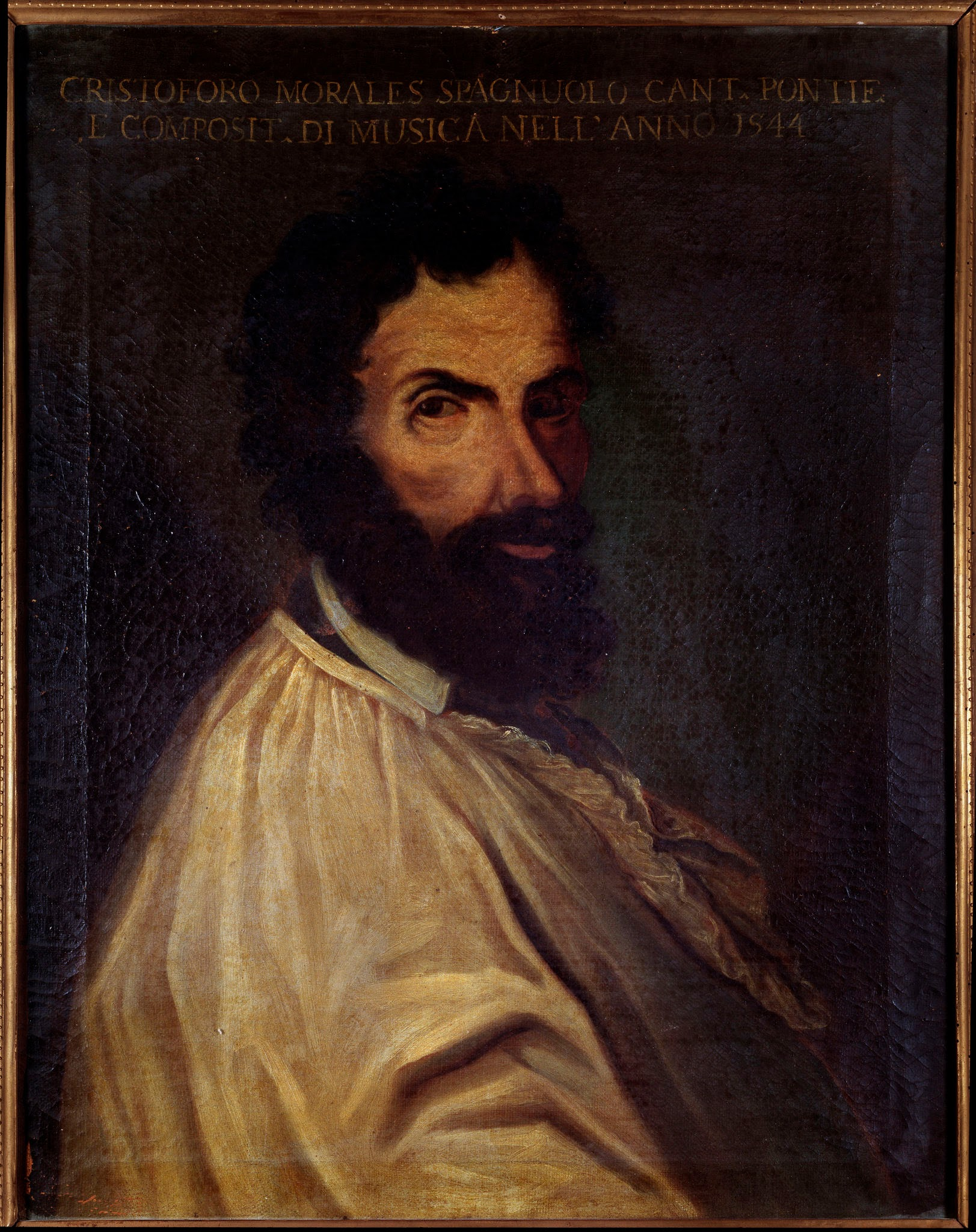
Моралес, Кристобаль де

Кристо́баль де Мора́лес (исп. Cristóbal de Morales; ок. 1500, Севилья — между 4 сентября и 7 октября 1553, Марчена) — испанский композитор, первый крупный представитель испанского музыкального Возрождения.

## Очерк биографии и творчества
В 1535-45 годах Моралес — певчий и композитор в папской капелле в Риме. В 1545-53 капельмейстер в соборах Толедо, Марчены, Малаги. Писал преимущественно церковную вокальную музыку. Среди сочинений Моралеса 21 месса на четыре, пять и шесть голосов, в том числе две — на знаменитую песню «Вооружённый человек» (фр. L’homme armé), и два реквиема (поздний 5-голосный реквием [1544] — одно из самых популярных ныне сочинений Моралеса), восемь (по числу церковных тонов) магнификатов, различные песнопения оффиция.
Из более чем 80 (преимущественно 4-голосных) мотетов композитора многие политекстовые. Безупречный полифонист, Моралес продолжал традиции композиторов нидерландской школы (считал себя последователем Жоскена Депре). Вместе с тем, в ряде сочинений («Плачи пророка Иеремии», оффиций заупокойной службы и др.) писал в старогомофонной технике, известной как испанский фобурдон.
Учеником Моралеса был крупный испанский композитор Ф. Герреро.

## Сочинения

### Мессы
- Aspice Domine a4 (на мотет Н. Гомберта)
- Ave Maria a4
- Ave maris stella a5 (каноническая)
- Benedicta es caelorum regina a4 (на мотет Жоскена Депре)
- Caça (с цитатами из энсалады М. Флечи; то же, что Missa pequeña)
- Missa cortilla a4 (то же, что месса "Fa re ut fa sol la")
- Missa de Beata Virgine a4 (богородичная)
- Missa de Beata Virgine a5 (богородичная)
- Desilde al cavallero (на мелодию испанской нар. песни)
- Gaude Barbara a4
- L’homme armé a4
- L'homme armé a5
- Mille regretz a6 (на шансон Жоскена)
- Missa pro defunctis a4 (реквием на 4 голоса)
- Missa pro defunctis a5 (реквием на 5 голосов)
- Quaeramus cum pastoribus a5 (на мотет Ж. Мутона)
- Quem dicunt homines a5 (на мотет Я. Ришафора)
- Si bona suscepimus a6 (на мотет Ф. Вердело)
- Tristezas me matan a5 (на мелодию испанской нар. песни)
- Tu es vas electionis a4 (на версикул из Liber processionarius, 1526)
- Ut re mi fa sol la a4 (гексахордовая)